# OHKニュース
OHKニュース
1. 岡山放送 (OHK) がかつて放送していたスポットニュースの名称。本項で詳述。
2. NHK沖縄放送局の前身である沖縄放送協会 (OHK) が1967年12月22日（沖縄本島では1968年の同日）から1972年5月14日に放送していたローカルニュース番組（現在の『NHKニュース』の沖縄ローカルニュースにあたる）。

『OHKニュース』（オーエイチケーニュース）は、岡山放送が1969年の開局時から1980年代にかけて放送していたニュース番組である。なお、『FNNニュースレポート5:30』時代のローカル枠はこのようなタイトルで放送された。

## 放送時間
いずれもJST。

### 土曜日
- 17:45 - 18:00 （1980年4月5日 - 1985年3月30日、『FNNニュースレポート5:30』時代）

### 日曜日
- 17:45 - 18:00 （1980年4月6日 - 1987年3月29日、『FNNニュースレポート5:30』時代）

## 備考
オープニング映像は、青を背景に白抜きの「OHK」（旧ロゴ）が真ん中から白くなり、左上へ移動した後に「ニュース」（当時の『FNNニュース・明日の天気』と同じく角ばった文字）の文字が出現し、右下に「FNN」のロゴが配置される。このときのBGMにはたかしまあきひこのものを使用していた（現在のOHKのニュース番組では使用されていない）。音楽の長さは共に10秒。ただし、ローカルでは「FNN」の文字が無く、BGMも独自であった。

## OHKのニュース番組
太字は現在放送されている番組。

### 朝
- OHKサンデーフラッシュFNN

### 昼前
- OHKサタデースピーク
- OHKサンデースピーク

### 夕方
- OHK6:30
- 報道センターOHK
- OHK報道センター6:00
- OHKスーパータイム / OHKスーパータイムWEEKLY
- OHKニュース ザ・ヒューマン
- OHKスーパーニュース
- OHKみんなのニュース
- OHKプライムニュース
- OHK Live News  (平日）
- FNN Live News イット! - ローカルパート  (週末）

### 夜
- OHKフラッシュニュース

| 岡山放送 土曜日夕方のローカルニュース          | 岡山放送 土曜日夕方のローカルニュース | 岡山放送 土曜日夕方のローカルニュース |
| 前番組                                         | 番組名                                | 次番組                                |
| ---------------------------------------------- | ------------------------------------- | ------------------------------------- |
| FNNテレビ土曜夕刊 （岡山・香川ローカルパート） | OHKニュース                           | FNN OHK報道センター6:00               |
| 岡山放送 日曜日夕方のローカルニュース          |                                       |                                       |
| FNNテレビ日曜夕刊 （岡山・香川ローカルパート） | OHKニュース                           | FNN OHKスーパータイム                 |
| 岡山放送 平日夕方のローカルニュース            |                                       |                                       |
| （開局前）                                     | OHKニュース                           | OHK6:30                               |